# Eugene Bookhammer
Eugene Donald Bookhammer, född 14 juni 1918 i Sussex County i Delaware, död 23 februari 2013 i Lewes i Delaware, var en amerikansk republikansk politiker. Han var Delawares viceguvernör 1969–1977.
Bookhammer tjänstgjorde i USA:s armé i andra världskriget. År 1942 gifte han sig med Mary Catherine Williams.
Bookhammer efterträdde 1969 Sherman W. Tribbitt som Delawares viceguvernör och efterträddes 1977 av James D. McGinnis.